# Mănăstirea Dreanovo
Mănăstirea Dreanovo (în bulgară Дряновски манастир, transliterat: Dreanovski manastir) este o mănăstire ortodoxă bulgară situată pe valea râului Andaka, în Parcul Natural Bulgarka, în partea centrală a Bulgariei, la cinci kilometri de orașul Dreanovo. A fost fondată în secolul al XII-lea, în timpul celui de-al Doilea Imperiu Bulgar, și este dedicată Sfântului Arhanghel Mihail. Arsă și jefuită de două ori în timpul dominației otomane a Bulgariei, mănăstirea a fost restaurată la locul său actual în 1845. A fost locul mai multor bătălii în timpul Revoltei din Aprilie din 1876.